# Strafanstalt Mírov

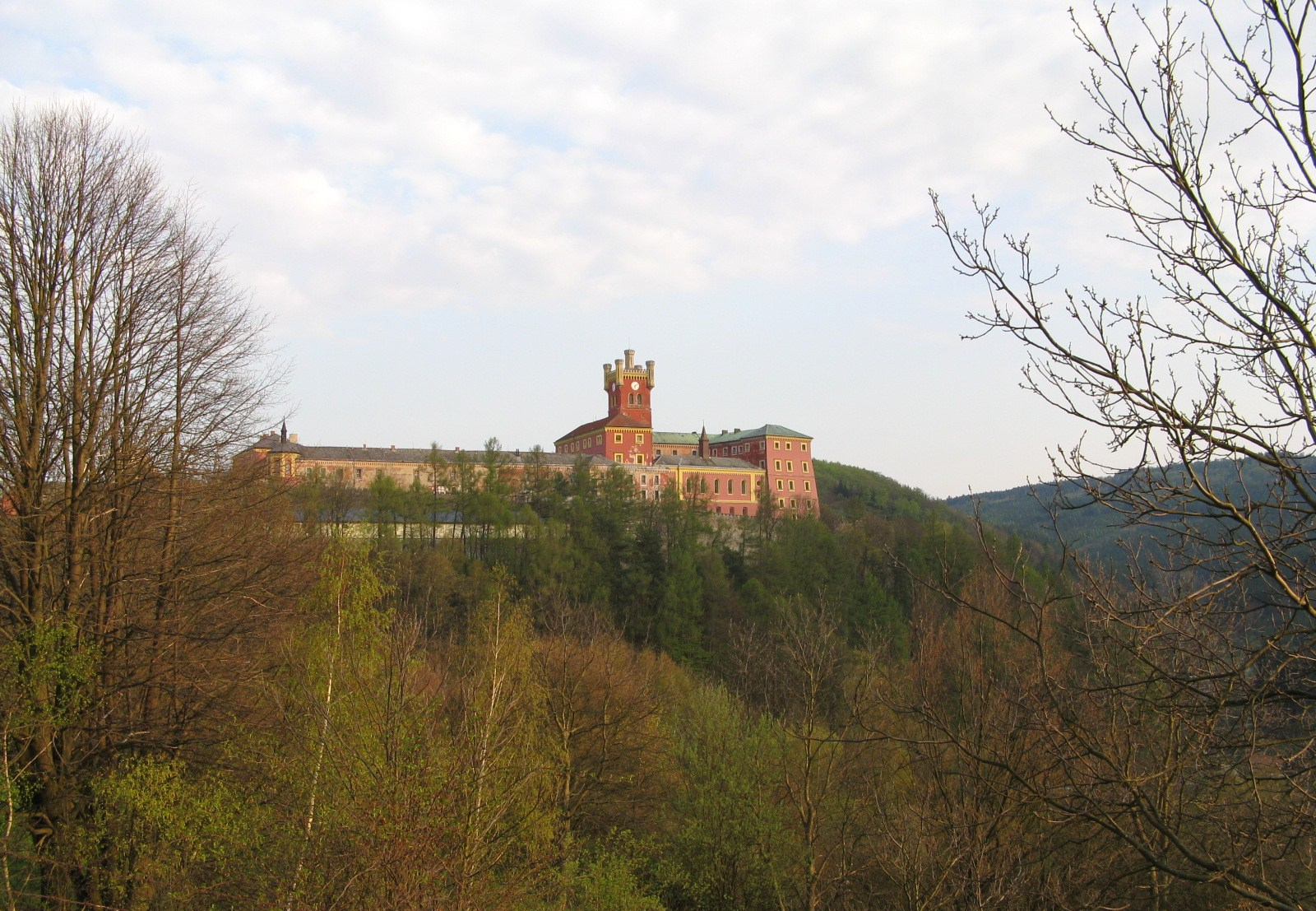
Burg und Strafanstalt Mírov

Die Strafanstalt Mírov befindet sich in der Burg Mírov nahe der Gemeinde Mírov (Okres Šumperk, Nordmähren). In der ursprünglichen Bischofsburg, die im 12. Jahrhundert erbaut wurde, wurden zuerst Geistliche gefangen gehalten, nach 1855 wurde sie zur zivilen Haftanstalt, nach 1945 dann zum Gefängnis für vornehmlich langjährig Verurteilte, bis sie 1949 auf Anweisung des stellvertretenden Innenministers Josef Pavel zu einer der berüchtigten Strafanstalten für politische Häftlinge umgebaut wurde. Die Anstaltskapazität belief sich 1952 auf 1800 Häftlinge. Zu der Strafanstalt gehörte auch eine Reihe von Arbeitslagern.
Die Anstalt ist bis heute in Betrieb.